# 長野県道19号伊那辰野停車場線
長野県道19号伊那辰野停車場線（ながのけんどう19ごう いなたつのていしゃじょうせん）は、長野県伊那市から上伊那郡辰野町に至る県道（主要地方道）である。

## 概要
長野県伊那市中央の国道361号中央区交差点を起点とし、天竜川の東を北上、箕輪町を経て辰野町の平出交差点で長野県道14号下諏訪辰野線等と交差し、辰野駅前を終点とする。
起点を同じくして南へ走る長野県道18号伊那生田飯田線と共に、伊那谷の天竜川の東を走る幹線であり、竜東線と呼ばれる。
箕輪町の長岡から南小河内（おごち）にかけては山側へ迂回して集落内を走るため道路が一部で狭い。
南小河内から岡谷市にかけては、長野県道206号南小河内伊那松島停車場線とあわせて伊那と岡谷を連絡する岡谷街道の一部である。

### 路線データ
- 路線認定[1]
  - 起点：伊那市
  - 終点：辰野停車場
  - 重要な経過地：上伊那郡箕輪町
- 道路の区域[2]

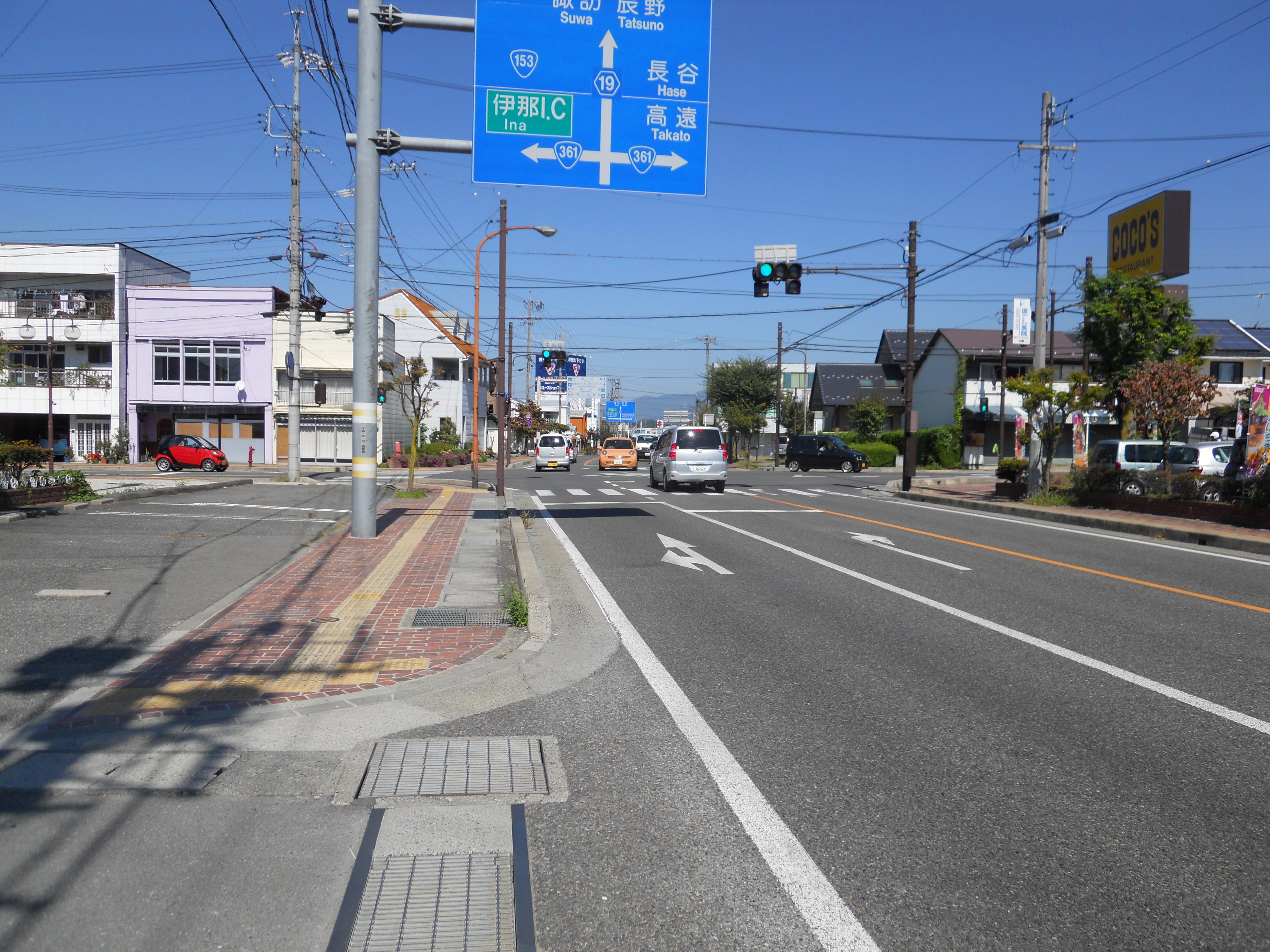
伊那市中央区交差点（起点）

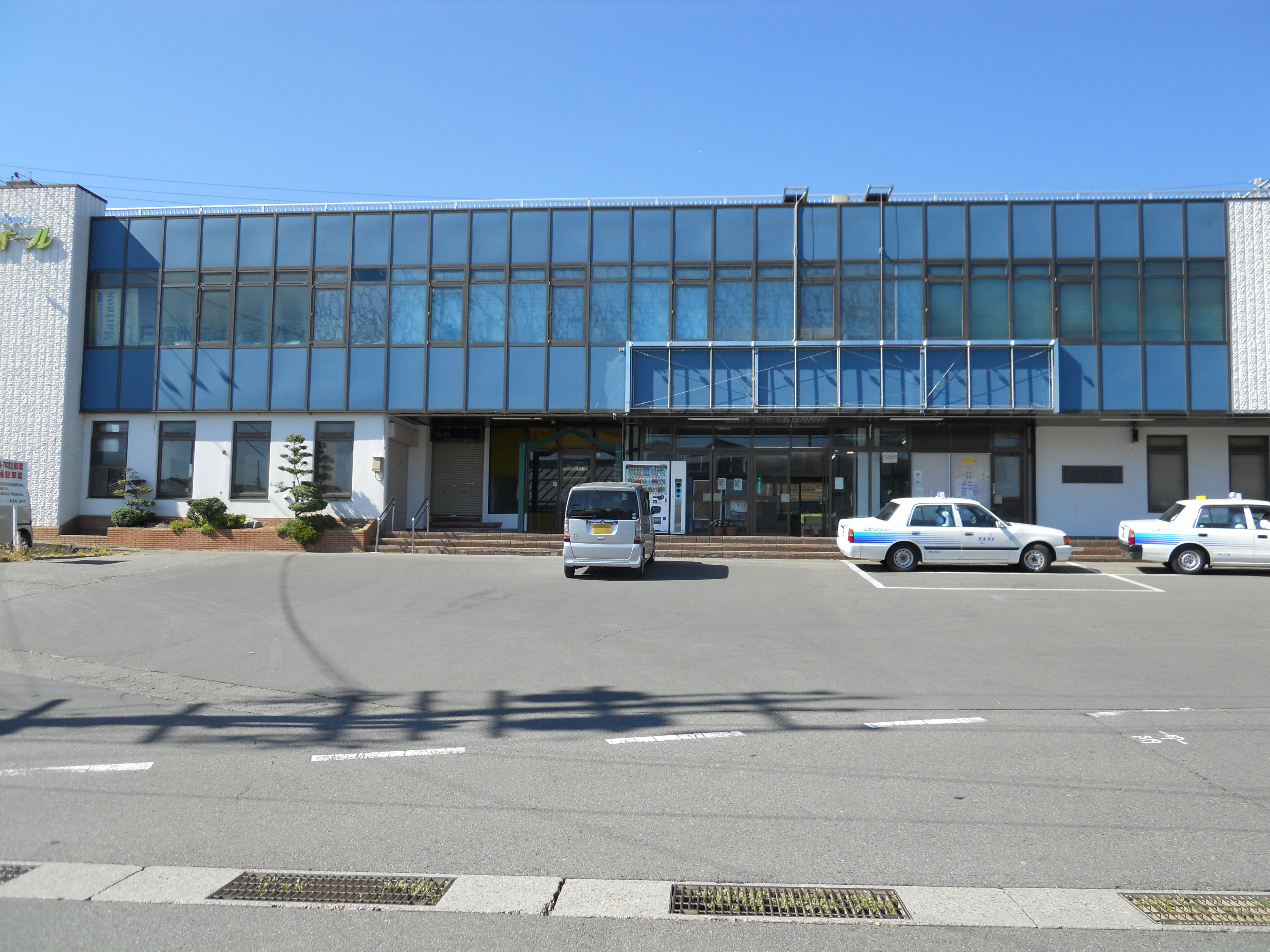
辰野駅（終点）

  - 起点：伊那市中央3770番の2地先（中央区交差点、国道361号・長野県道18号伊那生田飯田線交点）
  - 終点：上伊那郡辰野町大字辰野1795番の5地先（JR中央本線辰野駅）
  - 実延長：17.7173 km
- 道路法第7条第1項該当号：1号[3]

## 歴史
- 1959年（昭和34年）8月1日：長野県道伊那辰野停車場線の認定[1]。
- 1964年（昭和39年）12月28日：主要地方道へ指定[4]。
- 1993年（平成5年）5月11日 - 建設省から、県道伊那辰野停車場線が伊那辰野停車場線として主要地方道に再指定される[5]。

## 路線状況

### 重複区間
- 長野県道207号美篶箕輪線（上伊那郡箕輪町福与・卯の木交差点 - 上伊那郡箕輪町三日町）
- 長野県道14号下諏訪辰野線（上伊那郡辰野町平出・平出交差点 - 上伊那郡辰野町辰野・本町交差点）

## 地理

### 通過する自治体
- 伊那市
- 上伊那郡
  - 箕輪町
  - 辰野町

### 交差する道路

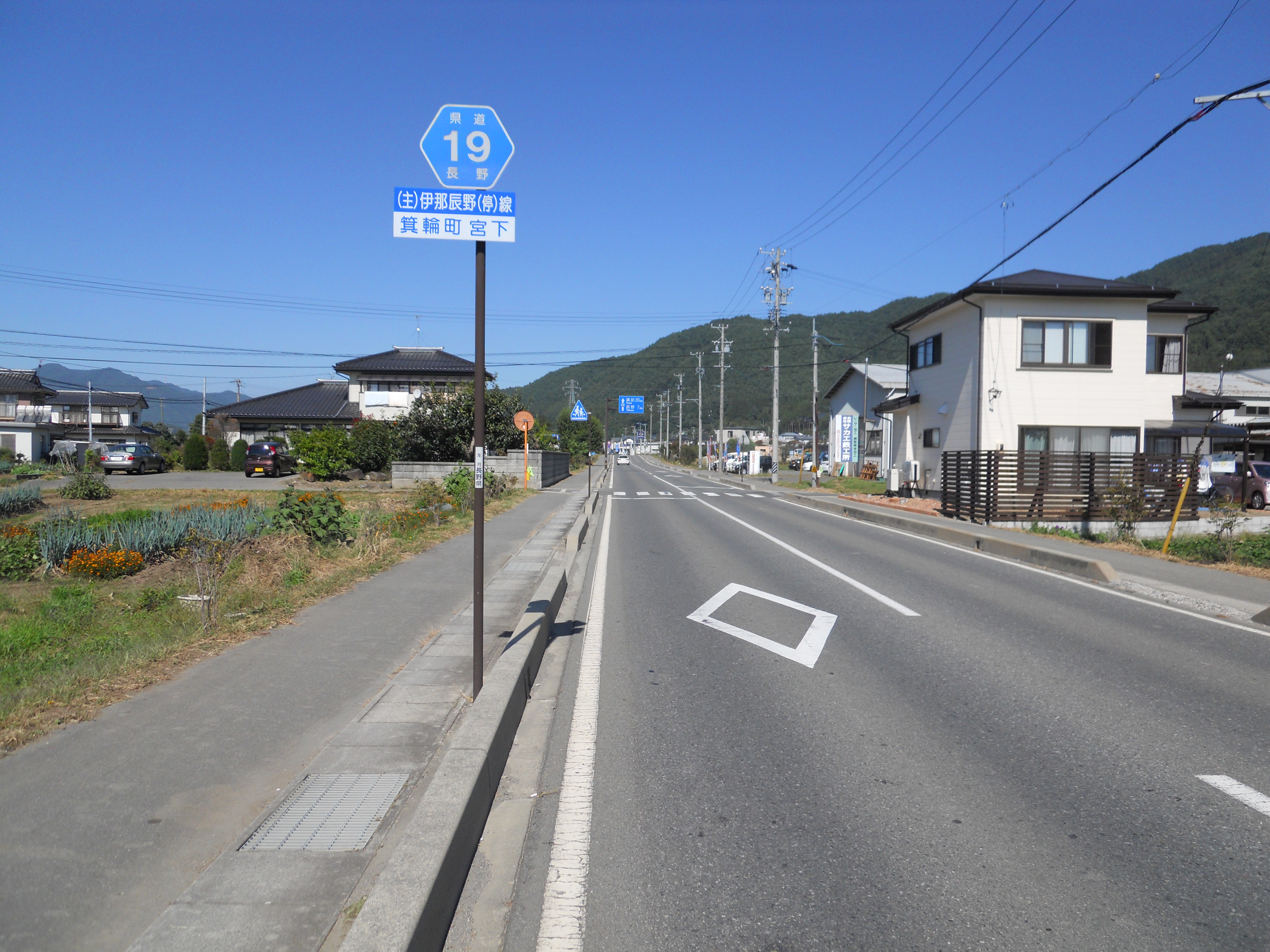
箕輪町宮下

- 国道361号・長野県道18号伊那生田飯田線（伊那市中央・中央区交差点、起点）
- 国道153号伊那バイパス（伊那市福島・福島南部交差点）
- 長野県道207号美篶箕輪線（上伊那郡箕輪町福与・卯の木交差点）
- 長野県道207号美篶箕輪線（上伊那郡箕輪町三日町）
- 長野県道442号諏訪箕輪線（上伊那郡箕輪町東箕輪）
- 長野県道206号南小河内伊那松島停車場線（上伊那郡箕輪町東箕輪・宮下交差点）
- 長野県道203号与地辰野線（上伊那郡辰野町赤羽）
- 長野県道14号下諏訪辰野線・長野県道50号諏訪辰野線（上伊那郡辰野町平出・平出交差点）
- 長野県道14号下諏訪辰野線・長野県道187号伊那富辰野停車場線（上伊那郡辰野町辰野・本町交差点）

### 沿線にある施設など
- 天竜川
- 長野地方法務局伊那支局
- キョウデン
- 中央自動車道 辰野パーキングエリア
- 信州豊南短期大学
- 辰野駅